# Barbãr
Barbãr is een Belgisch bier van hoge gisting.

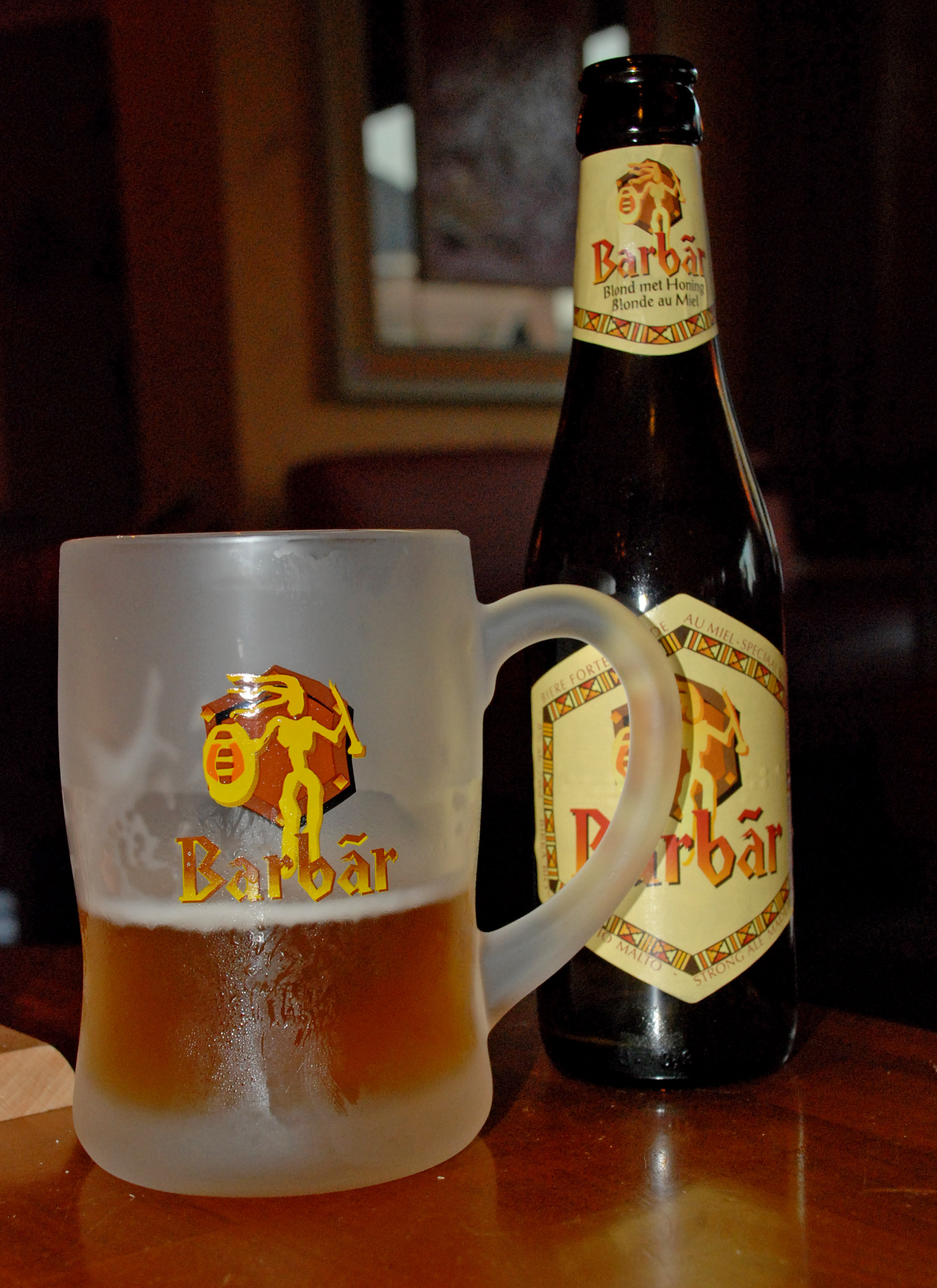
Barbar in vroegere flesje

Het bier wordt sinds 1995 gebrouwen in Brouwerij Lefebvre te Quenast.
Er bestaan 3 varianten:
- Barbãr, donkerblond bier met een alcoholpercentage van 8%. Het bier wordt gezoet met honing uit Yucatán.[1] Sinds 2009 wordt het bier verkocht in een beugelfles.
- Barbãr Bok, donkerbruin bier met een alcoholpercentage van 8,5%. Deze werd vroeger onder de naam Barbãr Winter Bok uitgebracht.
- Barbãr Rouge, fruitbier met een alcoholpercentage van 8%, gelanceerd in 2018.

## Prijzen
- Australian International Beer Awards 2013 - bronzen medaille in de categorie Best Speciality Beer - Honey Packaged